# Gaszerbrum

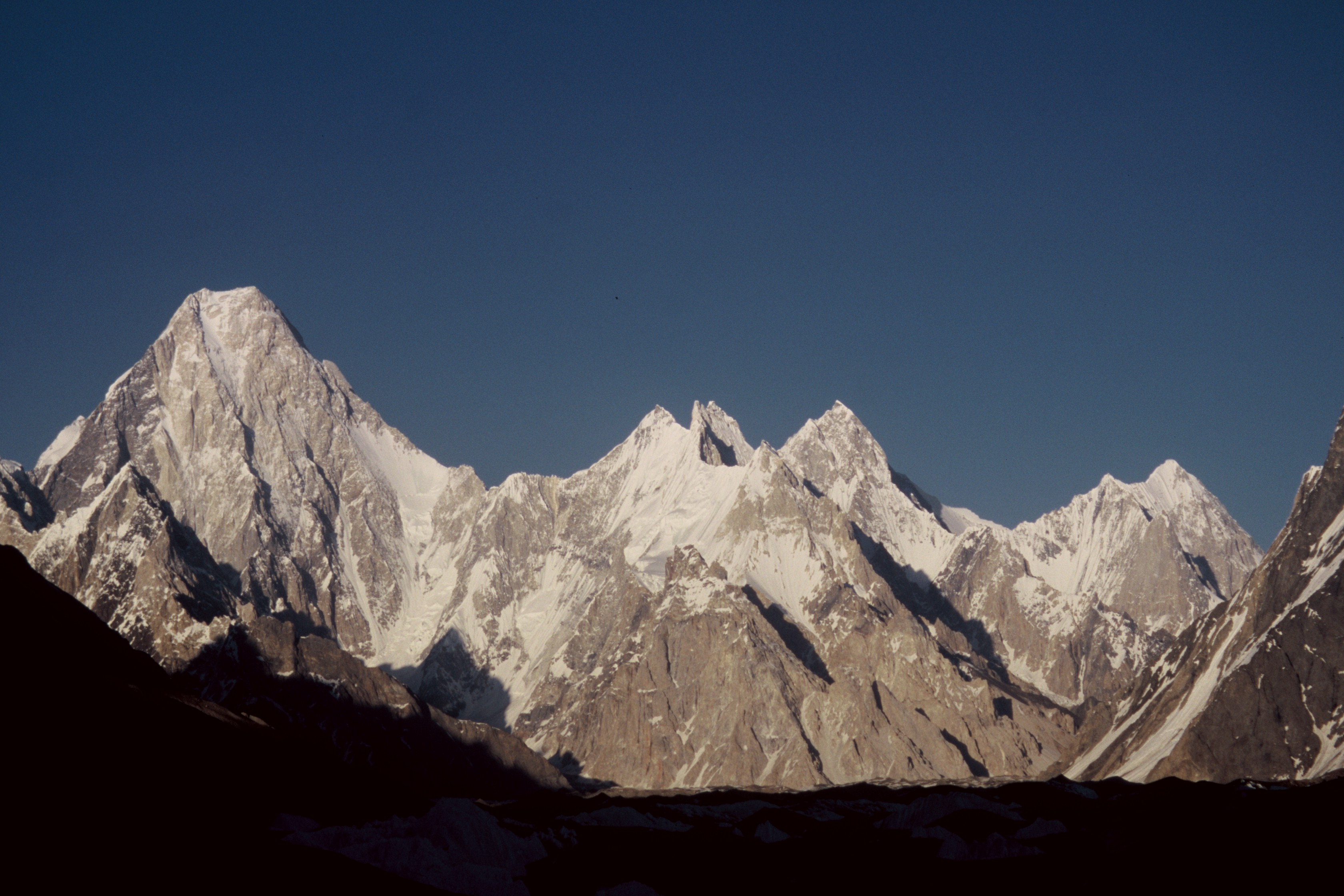
Od lewej: Gaszerbrum IV, VII, V i VI

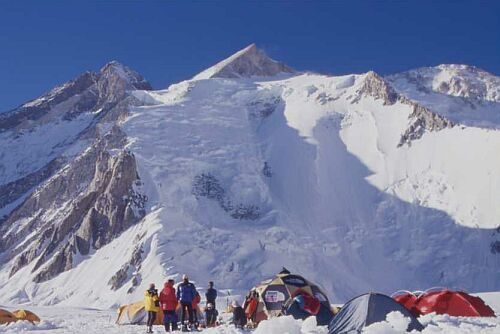
Od lewej: Gaszerbrum III i II

Gaszerbrum lub Gasherbrum – masyw górski w Karakorum na granicy Chin i Pakistanu. Leży na wschód od lodowca Baltoro.
W skład grupy wchodzi siedem głównych szczytów (w tym 3 ośmiotysięczniki):
- Gaszerbrum I – 8080 m n.p.m.;
- Broad Peak – 8047 m n.p.m.;
- Gaszerbrum II – 8035 m n.p.m.;
- Gaszerbrum III – 7952 m n.p.m.;
- Gaszerbrum IV – 7925 m n.p.m.;
- Gaszerbrum V – 7147 m n.p.m.;
- Gaszerbrum VI – 6979 m n.p.m., niezdobyty[2].

Broad Peak jest bardzo rozłożysty, ma kilka wierzchołków i z tego względu bywa traktowany jako masyw oddzielny od Gaszerbrum.
Poza szczytami głównymi masyw Gaszerbrum ma kilka wierzchołków bocznych:
- Gaszerbrum 0 – 7109 m n.p.m., Gaszerbrum I Południowy;
- Gaszerbrum VII – 6955 m n.p.m., Gaszerbrum V Pn-Zach, zdobyty w 2019 przez Calę Cimentiego[3];
- Gaszerbrum Twins – 6912 i 6877 m n.p.m., boczne wierzchołki Gaszerbrum VII, niezdobyte[2].

Według oznaczeń Thomasa Montgomeriego Broad Peak to K3, Gaszerbrum II to K4 a Gaszerbrum I to K5.